# Mein Leben (Tschechow)

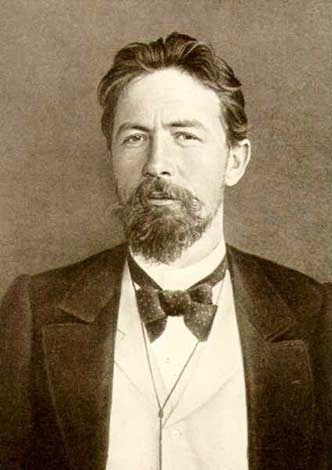
Anton Tschechow

Mein Leben (russisch Моя жизнь, Moja schisn) ist eine Erzählung des russischen Schriftstellers Anton Tschechow, die vom Oktober bis Dezember 1896 in der Monatlichen Literaturbeilage zur Sankt Petersburger Zeitschrift Niwa erschien. Zu Lebzeiten des Autors wurde der Text ins Dänische, Deutsche, Finnische, Schwedische, Serbokroatische, Tschechische und Ungarische übertragen.

## Inhalt
Der junge hochgewachsene, stämmige, adlige Ich-Erzähler Missail Alexejitsch Polosnew wird von seinem Vater, dem „talentlosen“ Stadtarchitekten, durchgeprügelt, nachdem er wieder eine Stellung leichtfertig aufgegeben hat. Missail muss während der Prügelstrafe strammstehen. 
Unbekümmert, seine kühn erlangte Freiheit genießend, malt Missail für das Liebhabertheater der reichen Gutsbesitzerfamilie Ashogin Bühnenbilder und fällt dem Rettich – das ist Andrej Iwanow, Inhaber einer Malerwerkstatt – beim Malen angenehm auf. Die süße Freiheit währt nicht lange. Missails 26-jährige Schwester Kleopatra, der neuerlichen Entlassung des lieben Bruders wegen entsetzt, will helfen. Über deren Freundin Anjuta Blagowo, Tochter des langjährig amtierenden stellvertretenden Präsidenten am Kreisgericht, gelingt der Kontakt zu dem steinreichen Eisenbahningenieur Wiktor Iwanytsch Dolshikow. Missail geht artig zum vereinbarten Vorstellungsgespräch hin. Dolshikow braucht für den Bau der Bahnlinie Arbeiter aus der Gegend. Also kann er Schreiberlinge wie den Bittsteller nur verachten. Glücklicherweise hat Missail einmal im Telegraphenamt gearbeitet; kann also den Morseapparat bedienen. Missail darf in der künftigen Bahnstation Dubetschnja anfangen und trifft dort auf Iwan Tscheprakow, seinen Schulfreund vom Gymnasium. Iwan ruft Missail mit seinem Spitznamen „kleiner Nutzen“. Letzteren hatte Missail aus Schuljunge abbekommen, als er gefangene Zeisige nicht gewinnbringend verkaufen konnte.
Die blasse, hustende Kleopatra, zumeist um den Bruder besorgt, sucht ihn – mit Anjuta Blagowo und deren Bruder, dem Mediziner Blagowo – in der Station Dubetschnja auf. Der Arzt ist der erste gebildete Mann, dem Missail in der Stadt begegnet ist.
Der Ingenieur Dolshikow ist mit Missails „Arbeit“ sehr unzufrieden und entlässt den Angestellten. Zum Glück wird der Arbeitslose vom Malermeister Rettich als Arbeiter eingestellt. Missail schuftet wie ein Ackergaul; streicht hauptsächlich Dächer. Anjuta Blagowo schämt sich, als Missail ihr in der Stadt mit Eimer und Pinsel entgegenkommt. Hingegen ihr Bruder, der Arzt, achtet körperliche Arbeit. Auf Betreiben des empörten Vaters zitiert der Gouverneur Missail zu sich. Der oberste Beamte in der Stadt erklärt dem nach Farbe und Terpentin riechenden jungen Mann, sein Auftreten sei dem eines Adligen unwürdig. Er möge sich doch in eine andere Stadt begeben. Der Vater entzieht dem Sohn Missail seinen Segen. Marija Wiktorowna Dolshikowa, die um die 25-jährige Tochter des Ingenieurs, eine schöne, üppige Blondine, nach der letzten Pariser Mode gekleidet, meint Missail gegenüber, er sei der interessanteste Mann der Stadt geworden. Zwischen beiden entsteht eine Liebesbeziehung. Marija, Mascha gerufen, bekommt von ihrem Vater in Dubetschnja ein Gut geschenkt. Auf einmal ist Ingenieur Dolshikow – offenbar seiner Tochter zuliebe – gegenüber Missail die Freundlichkeit selber. Der Malergeselle Missail wird in Dubetschnja Landwirt. Er heiratet Mascha. Kleopatra kommt zur Hochzeit. Der Vater bleibt fern, ist aber mit der Verbindung einverstanden. Missail gesteht Mascha, dass er vor gar nicht allzu langer Zeit von seinem Vater geschlagen worden war. Als der alte Architekt Polosnew in Dubetschnja nach dem Rechten sehen möchte und lediglich seine Schwiegertochter antrifft, schickt ihn diese – eingedenk der letztens verabreichten Prügelstrafe – fort.
Während der Heumahd schmerzt Missail von der ungewohnten Arbeit am nächsten Morgen der ganze Körper. Die Bauern in Dubetschnja erkennen die Arbeit des Städters Missail nicht an und betrügen ihn und Mascha nach Strich und Faden. Mascha hält es auf dem Dorf nicht länger aus und geht in die Stadt zurück. Missail bleibt, bis er erkennt, seine Ehe über ein reichliches halbes Jahr hinweg war in Maschas Leben weiter nichts als eine Episode. Mascha geht mit dem Vater in die Staaten.
Kleopatra verbirgt ihr Leben sorgfältig vor ihrem Bruder. Sie liebt Dr. Blagowo – einen verheirateten Mann, der Kinder hat. Kleopatra begehrt gegen den Vater auf. Der Architekt droht auch der Tochter mit dem Entzug seines Segens. Beinahe wäre die von Dr. Blagowo Schwangere vom Vater verprügelt worden. Mittellos kommen Missail und Kleopatra bei Rettich unter. Missail, der Edelmann, hantiert weiter mit Eimer und Farbe; steigt in der Stadt zum besten Handwerker nach Rettich auf. Die Kunden siezen ihn achtungsvoll. Kleopatra bringt ein Mädchen zur Welt und stirbt.
Jahre vergehen. An Feiertagen nimmt Missail seine kleine Nichte bei der Hand und geht mit ihr spazieren. Außerhalb der Stadt suchen beide auf dem Städtischen Friedhof das Grab Kleopatras auf. Manchmal begleitet Tante Anjuta die beiden Spaziergänger ein Stück des Weges. Sobald sich die drei wieder der Stadt nähern, nimmt Anjuta errötend Abschied und geht allein heim.

## Verfilmung
- 1972, Sowjetunion, Lenfilm: Mein Leben[3] – Spielfilm von Grigori Nikulin[4] und Wiktor Sokolow[5] mit Stanislaw Ljubschin als Missail Polosnew, Alissa Freindlich als dessen Schwester Kleopatra, Wazlaw Dworschezki[6] als deren beider Vater Stadtarchitekt Alexej Polosnew, Nikolai Sergejew[7] als Malermeister Rettich, Leonid Gallis[8] als Ingenieur Dolshikow, Margarita Terechowa als dessen Tochter Mascha, Juri Solomin[9] als Dr. med. Blagowo und Nonna Terentjewa[10] als dessen Schwester Anjuta.[11]

## Rezeption
- 13. Dezember 1897, Ilja Repin schreibt an den Autor: „Wie einfach, wie kraftvoll, wie überraschend das ist; dieser Ton grauer Alltäglichkeit, diese prosaische Betrachtung der Wirklichkeit … Die handelnden Personen werden zu vertrauten Menschen … Was für eine Sprache!“[12]

## Deutschsprachige Ausgaben
- Mein Leben. Die Erzählung eines Provinzbewohners. Deutsch von Michael Pfeiffer. S. 164–282 in Marga Erb (Hrsg.): Anton P. Tschechow: Aus den Notizen eines Jähzornigen. Erzählungen. 412 Seiten. Philipp Reclam jun., Leipzig 1972 (1. Aufl., RUB Bd. 35)

Verwendete Ausgabe:
- Mein Leben. Die Erzählung eines Provinzbewohners. Deutsch von Michael Pfeiffer. S. 127–238 in Wolf Düwel (Hrsg.): Anton Tschechow: Die Dame mit dem Hündchen. Meistererzählungen. 612 Seiten. Rütten & Loening, Berlin 1967 (1. Aufl.)